# Mailand–Sanremo

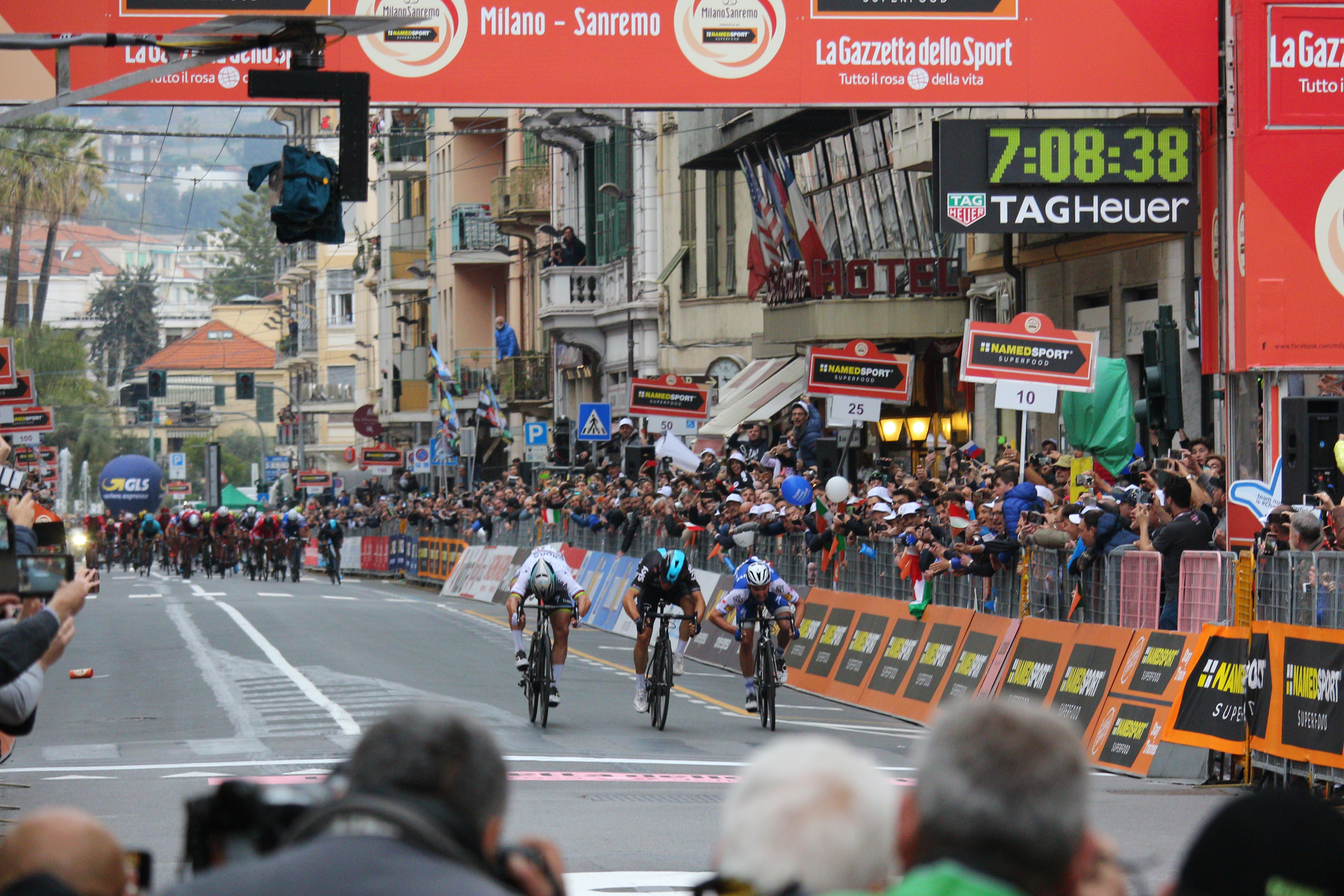
Zielankunft bei Mailand–Sanremo 2017 (v. l. n. r. Peter Sagan, Michał Kwiatkowski, Julian Alaphilippe)

Mailand–Sanremo ist ein italienisches Eintagesrennen im Straßenradsport, das erstmals im Jahr 1907 ausgetragen wurde. Traditionell findet es im März statt und trägt die Beinamen „La Primavera“ und „La Classicissima“. Mailand–Sanremo gehört zu den fünf Monumenten des Radsports und ist Teil der UCI WorldTour.
Das Rennen wird von der RCS MediaGroup veranstaltet, die auch den Giro d’Italia sowie die Lombardei-Rundfahrt, Strade Bianche, Mailand–Turin und Tirreno–Adriatico organisiert. Es findet jährlich statt und fiel nur in den Jahren 1916, 1944 und 1945 aufgrund des Ersten und Zweiten Weltkriegs aus. Während der COVID-19-Pandemie wurde Mailand—Sanremo aufgrund des alternativen Radsportkalenders im August abgehalten.
Mit sieben Siegen ist der Belgier Eddy Merckx der Rekordhalter, gefolgt von Costante Girardengo mit sechs und Erik Zabel sowie Gino Bartali mit jeweils vier Erfolgen.

## Bedeutung von Mailand-Sanremo für den Radsport
Mailand–Sanremo ist eines der wichtigsten Eintagesrennen und gehört zu den Monumenten des Radsports. Seit dem Jahr 1933 bildet das Rennen den Auftakt der Klassiker-Saison und findet heutzutage traditionell Ende März an einem Samstag statt, ehe in den Wochen danach mit der Flandern-Rundfahrt, Paris–Roubaix und Lüttich-Bastogne-Lüttich weitere Monumente folgen. Mit einer Distanz von fast 300 Kilometern handelt es sich um das längste Rennen der Straßenrad-Saison. Dennoch gilt es von den Frühjahrsklassikern als das einfachste Rennen, um es zu beenden; dafür aber als das Schwierigste, um es zu gewinnen. Dies liegt an der einzigartigen Streckenführung, die sowohl Klassiker-Spezialisten, Bergfahrern, Sprintern und Ausreißern eine Möglichkeit auf den Sieg bietet. In den 2000er-Jahren fiel die Entscheidung meist in einem Massensprint, wodurch das Rennen auch als „Klassiker der Sprinter“ bezeichnet wurde.
Im Vorfeld von Mailand–Sanremo werden kleinere Eintagesrennen wie die Trofeo Laigueglia und Mailand–Turin abgehalten. Seit dem Jahr 1966 findet eine Woche zuvor die Fernfahrt Tirreno–Adriatico statt. Der Sieg bei den drei großen italienischen Radrennen (Giro d’Italia, Mailand–Sanremo und Lombardei-Rundfahrt) im selben Jahr wird als „Tripletta“ bezeichnet. Bisher schafften nur Fausto Coppi (1949) und Eddy Merckx (1972) die Tripletta.

## Geschichte

### Hintergrund und Erstaustragung 1907
Ursprünglich wurde Mailand–Sanremo als Autorennen im Jahr 1904 veranstaltet und diente der Werbung für das Kasino in Sanremo. Allerdings erreichten nur zwei Fahrzeuge das Ziel, was auf den Misserfolg der Veranstaltung hinwies. Als Ersatz konzipierte die Unione Sportiva Sanremese ein Radrennen, dass sie Eugenio Costamagna, dem damaligen Leiter der Gazzetta dello Sport, vorschlugen. Eine wichtige Rolle bei der Entstehung des Rennens spielte auch der Sportjournalist Tullo Morgagni, auf den auch die 1905 gegründete Lombardei-Rundfahrt zurückgeht. Er übernahm das Konzept eines zweitägigen Amateur-Radrennens zwischen Mailand und Sanremo und überredete Eugenio Costamagna das Rennen an einem Tag durchzuführen. Nachdem der Italiener Giovanni Gerbi (Sieger der Erstaustragung der Lombardei-Rundfahrt) die Auffahrt des Passo del Turchino (532 m) auf Anfrage der Gazzetto dello Sport selbst unter die Räder genommen und für befahrbar erklärt hatte, wurde das Rennen für den 14. April 1907 angesetzt.
Am Tag der Erstaustragung regnete es, was etliche Fahrer dazu veranlasste, das 281 Kilometer lange Rennen nicht in Angriff zu nehmen. Nur 33 der gemeldeten 62 Fahrer starteten vor der Osteria della Conca Fallata neben dem Naviglio Pavese und fuhren anschließend über die schlammigen Straßen in Richtung Süden. Giovanni Gerbi kristallisierte sich als der stärkste Fahrer heraus und führte über den Passo del Turchino, doch als er die Italienische Riviera erreicht hatte, wartete er auf seinen französischen Teamkollegen Lucien Petit-Breton, der wenige Minuten hinter ihm lag. Beide fuhren für das Team Bianchi, das Giovanni Gerbi im Falle eines Triumphes 2,5 Lire pro Kilometer zugesichert hatte. Lucien Petit-Breton hingegen war eine sechsmal höhere Summe versprochen worden. Der Franzose erklärte sich bereit, sein Preisgeld zu teilen, was Giovanni Gerbi dazu veranlasste, den einzigen weiteren verbliebenen Fahrer in der Spitzengruppe, den Franzosen Gustave Garrigou, rund 500 Meter vor dem Ziel am Kragen zu packen, um ihn daran zu hindern, das Rennen zu gewinnen. Mit Lucien Petit-Breton triumphierte so ein Franzose bei der Erstaustragung von Mailand–Sanremo, während Giovanni Gerbi das Ziel als Zweiter mit einem Rückstand von über einer halben Minute erreichte, aufgrund seines unsportlichen Verhaltens jedoch hinter Gustave Garrigou gewertet wurde.

### 1908–1915 (frühe Jahre)

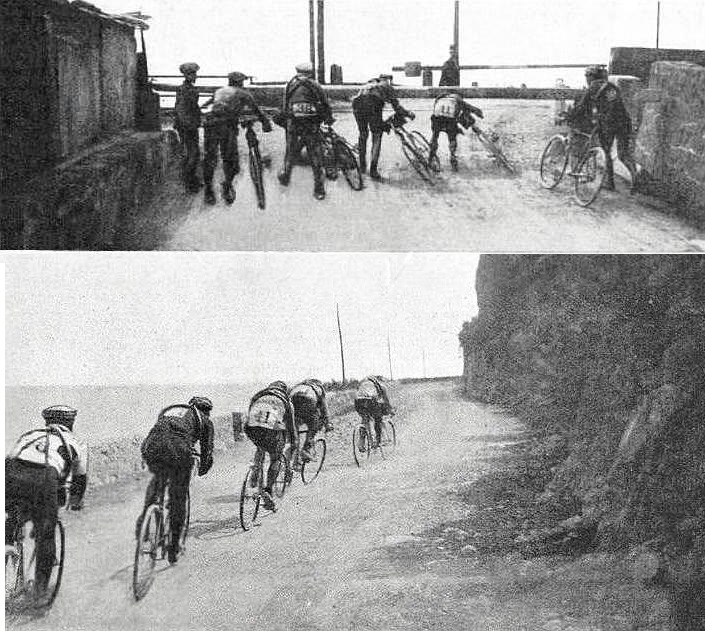
Mailand–Sanremo 1914

Nach der erfolgreichen Erstausgabe fand Mailand–Sanremo im Folgejahr erneut statt. Neben den Italienern und Franzosen kamen nun auch Starter aus Belgien und der Schweiz hinzu. Der Belgier Cyrille Van Hauwaert kam im Jahr 1908 bei widrigen Wetterbedingungen als Solist in Sanremo an und sorgte erneut für einen ausländischen Sieg. Der erste italienische Triumph folgte im Jahr 1909 durch Luigi Ganna, der die Distanz von über 280 Kilometern als erster Fahrer mit einer durchschnittlichen Geschwindigkeit von über 30 km/h absolvierte. Das Starterfeld war unterdessen auf über 100 Fahrer angewachsen. Bei der vierten Austragung von Mailand–Sanremo im Jahr 1910 erreichten aufgrund des schlechten Wetters nur sieben der 63 gestarteten Fahrer das Ziel. Am Passo del Turchino herrschte Schneefall bei Temperaturen um den Gefrierpunkt, was etliche Fahrer dazu veranlasste, Schutz in nahegelegenen Hütten zu suchen. Der Franzose Eugène Christophe hingegen fuhr ohne Unterbrechung weiter und gewann mit einem Vorsprung von über einer halben Stunde auf den Vorjahressieger Luigi Ganna, der im Nachhinein disqualifiziert wurde, da er einen Teil der Strecke in einem Auto zurückgelegt hatte. Danach hatte der Sieger einen Vorsprung von mehr als einer Stunde auf den Zweiten Giovanni Cocchi. Eugène Christophe absolvierte die Strecke in 12 Stunden und 24 Minuten, was bis heute die langsamste Austragung des Rennens ist. In den nachfolgenden Jahren waren es erneut die Franzosen und Belgier, die das Eintagesrennen dominierten. Gustave Garrigou siegte im Jahr 1911, nachdem er bei der Erstaustragung von Giovanni Gerbi behindert worden war, ehe sich Henri Pélissier (1912) und Odiel Defraeye (1913) in die Siegerliste eintrugen. Ein Jahr später sorgte Ugo Agostoni für den zweiten italienischen Triumph. Die 9. Austragung von Mailand–Sanremo im Jahr 1915 wurde stark vom Ersten Weltkrieg geprägt. Nur 41 Fahrer, die alle aus Italien stammten, nahmen das Rennen in Angriff. Costante Girardengo überquerte den Zielstrich zwar als Erster, wurde jedoch im Nachhinein disqualifiziert, da er bei Port-Maurice die Strecke abgekürzt hatte. Der Titel ging somit an Ezio Corlaita über. Nach dem Kriegseintritt Italiens fand Mailand–Sanremo im Jahr 1916 nicht statt.

### 1917–1943 (Zwischenkriegszeit)

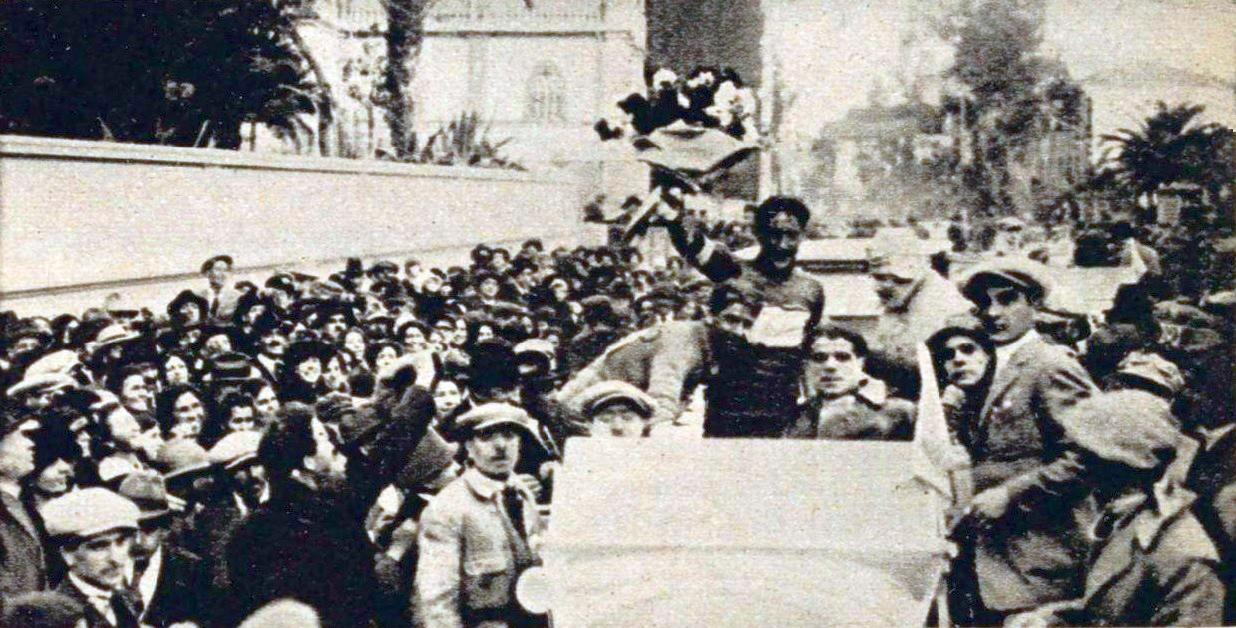
Costante Girardengo mit seinem dritten von insgesamt sechs Siegen bei Mailand–Sanremo (1923)

Die 10. Austragung fand während des Ersten Weltkriegs im Jahr 1917 statt. Unter den 48 Startern war mit dem Schweizer Oscar Egg nur ein ausländischer Fahrer vertreten. Wie bereits im Jahr 1915 war das Rennen auch für Amateure geöffnet, um zumindest ein kleines Starterfeld sicherstellen zu können. Jene Athleten, die bei der 10. Austragung teilnahmen, waren entweder dem Militärdienst entgangen oder arbeiteten in unterstützenden Tätigkeiten wie der Projektil-Herstellung. Die erste Austragung nach der Unterbrechung im Jahr 1917 gewann Gaetano Belloni vor Costante Girardengo, der in den nachfolgenden Austragungen dominieren sollte. Zwischen 1918 und 1928 triumphierte er sechs Mal und stand weitere vier Mal als zweiter oder dritter auf dem Podium. Dazwischen waren es Angelo Gremo (1919), Giovanni Brunero (1922), Pietro Linari (1924) und Pietro Chesi (1927), die sich in die Siegerliste eintrugen. Der erste Fahrer, der Mailand–Sanremo zweimal gewinnen konnte, war jedoch Gaetano Belloni, der nach 1917 auch im Jahr 1920 triumphierte. Nach dem Ende des Ersten Weltkriegs kehrte das internationale Starterfeld zu dem Rennen zurück, wobei es bis ins Jahr 1921 dauerte, bis es wieder auf über 50 Fahrer angewachsen war. Die Organisatoren des Rennens versuchten den Radsport vermehrt in Form eines Individualsports auszutragen, was sich an dem Verbot von Teams auf der Startliste zeigte. Dieses war jedoch sehr umstritten und sollte sich in den nachfolgenden Jahren nicht durchsetzen.
Nach der Dominanz von Costante Girardengo setzte sich im Jahr 1929 erstmals Alfredo Binda durch, der das Rennen zuvor zweimal auf dem zweiten Platz beendet hatte. Nach Michele Mara im Jahr 1930 feierte Alfredo Binda seinen zweiten Erfolg bei Mailand–Sanremo. Auch in den nachfolgenden Jahren dominierten die Italiener mit Alfredo Bovet (1932) und Learco Guerra (1933) ihr Heimrennen, und mit dem Belgier Jef Demuysere (1934) konnte sich zwischen den Jahren 1914 und 1950 nur ein ausländischer Fahrer durchsetzen. Während sich Mailand–Sanremo in Italien großer Bekanntheit erfreute, waren es in Belgien und Frankreich die Flandern-Rundfahrt und Paris–Roubaix, die die dortigen Radstars anlockten. Weiters wurden alle drei Rennen im Frühjahr innerhalb von wenigen Wochen ausgetragen, was eine Teilnahme an jedem der Klassiker schwierig machte. Seit dem Jahr 1933 bildete Mailand–Sanremo den Auftakt der Klassiker und fand ab jenen Jahren traditionell am Josefstag (19. März) statt, der damals in Italien ein Feiertag war.
Nach Angelo Varetto (1936) und Cesare Del Cancia (1937) sowie zwei Siegen von Giuseppe Olmo (1935, 1938) gewann Gino Bartali im Jahr 1939 die letzte Austragung vor dem Zweiten Weltkrieg. Der Klassiker fand auch nach dem Kriegseintritt Italiens bis ins Jahr 1943 statt, wobei die Teilnehmerzahlen besonders in den letzten beiden Jahren stark abnahmen. Während im Jahr 1935 über 200 Fahrer in Mailand an den Start gegangen waren, nahmen im Jahr 1943 nur noch 55 Athleten das Rennen in Angriff. Zudem fuhren nur noch italienische Fahrer bei dem Rennen, während im Jahr 1937 mit Joseph Magnani erstmals ein US-Amerikaner das Ziel erreicht hatte. Nachdem Gino Bartali im Jahr 1940 seinen zweiten Triumph gefeiert hatte, waren es Pierino Favalli (1941), Adolfo Leoni (1942) und Cino Cinelli (1943), die in den Kriegsjahren siegreich waren. Neben Gino Bartali etablierte sich sein jüngerer Teamkollege Fausto Coppi im Peloton, deren Rivalität die Austragung nach dem Zweiten Weltkrieg prägen sollte.

### 1946–1959 (Nachkriegszeit)
Die ersten fünf Austragungen nach dem Zweiten Weltkrieg wurden von Fausto Coppi und Gino Bartali gewonnen. Obwohl die beiden zwischenzeitlich für verschiedene Mannschaften fuhren, kam es anders als beim Giro d’Italia zu keinem großen Duell, und beide standen nie gemeinsam auf dem Podium. Fausto Coppi gewann Mailand–Sanremo in den Jahren 1946, 1948 und 1949, während Gino Bartali mit Triumphen in den Jahren 1947 und 1950 seinen dritten und vierten Sieg bei dem Klassiker feierte.
Im Jahr 1948 wurde die Challenge Desgrange-Colombo eingeführt, die für einen größeren Austausch unter den Radsportnationen Frankreich, Italien und Belgien sorgte. Neben der Tour de France und dem Giro d’Italia waren auch die Klassiker Mailand–Sanremo, Paris–Roubaix und die Flandern-Rundfahrt Teil der Rennserie, die nun ein internationaleres Favoritenfeld präsentieren konnte. Viele Fahrer folgten dem neuen Trend und nahmen nun vermehrt an Klassikern in anderen Ländern teil. Mit Louison Bobet war im Jahr 1951 wieder ein ausländischer Fahrer bei Mailand–Sanremo erfolgreich, ehe er wenige Wochen später bei Paris–Roubaix den zweiten Platz belegte. Ihm folgte der Italiener Loretto Petrucci, der nach Costante Girardengo, Gino Bartali und Fausto Coppi als vierter Fahrer zwei Austragungen in Folge gewinnen konnte. Anders als seine Landsmänner nahm er jedoch auch an den ausländischen Klassikern teil, was sich in den nachfolgenden Jahren bei mehr und mehr Fahrern etablierte. Die daraus resultierende Internationalisierung des Radsports führte zum Ende der Dominanz der Italiener, die zwischen 1914 und 1953 mit zwei Ausnahmen alle Austragungen von Mailand–Sanremo gewonnen hatten. Im Jahr 1953 betrug die Durchschnittsgeschwindigkeit des Siegers erstmals über 40 km/h.
Im Jahr 1954 begann eine belgische Siegesserie, wobei sich mit Rik Van Steenbergen (1954), Germain Derycke (1955) und Fred De Bruyne (1956) drei unterschiedliche Fahrer durchsetzten. Die Austragungen der Jahre 1957 und 1959 gewann der Spanier Miguel Poblet, der als erster ausländischer Fahrer zwei Mal bei Mailand–Sanremo erfolgreich war. Dazwischen triumphierte mit Rik Van Looy ein weiterer Belgier. Mit dem Jahr 1985 wurde die Challenge Desgrange-Colombo eingestellt und durch die Super-Prestige-Pernod-Wertung ersetzt. Nach einer einjährigen Pause traten auch die italienischen Rennen der neuen Serie bei, in der die wichtigsten Radrennen vertreten waren.

### 1960–1981 (Einführung des Poggio)
Im Jahr 1960 kam es zu einer richtungweisenden Streckenveränderung bei Mailand–Sanremo. Da das Rennen in den vorangegangenen Austragungen vermehrt in Sprints aus größeren Gruppen entschieden worden war, führten die Organisatoren einen kurzen Schlussanstieg wenige Kilometer vor dem Ziel ein. Dieser führte nach Poggio (160 m) und ist bis heute ein Fixpunkt der Strecke. Die Streckenänderung wirkte sich sofort auf den Rennverlauf aus. Der Franzose René Privat griff auf dem neu eingeführten Anstieg an, ehe er als Solist in Sanremo ankam. In den Jahren darauf lösten sich auch sein Landsmann Raymond Poulidor und der Belgier Emile Daems auf der Schlusssteigung und setzten sich so in den Jahren 1961 und 1962 durch. Nach einem weiteren französischen Sieg durch Joseph Groussard trugen sich mit dem Briten Tom Simpson (1964) und dem Niederländer Arie den Hartog (1965) zwei weitere Nationen in die Siegerliste von Mailand–Sanremo ein. Aufgrund von Bauarbeiten auf der Via Aurelia führte die Strecke im Jahr 1965 über den sechs Kilometer langen Colle del Melogno (310 m), der rund 100 Kilometer vor dem Ziel passiert wurde.
Da seit mittlerweile zwölf Jahren kein Italiener mehr gewonnen hatte, wurde im Jahr 1966 die erste Austragung der Fernfahrt Tirreno–Adriatico organisiert, um den einheimischen Fahrern eine bessere Vorbereitung auf den Klassiker zu bieten. Den Sieg sicherte sich jedoch der erst 21-jährige Eddy Merckx, der bei Mailand–Sanremo seinen ersten großen Triumph feierte. Der Belgier, der später aufgrund seiner Dominanz „der Kannibale“ genannt wurde, setzte sich auch im anschließenden Jahr durch und brach mit weiteren Siegen in den Jahren 1969, 1971, 1972, 1975 und 1976 den Rekord von Costante Girardengo, der den Klassiker sechs Mal für sich entschieden hatte. Bis heute ist Eddy Merckx mit seinen sieben Siegen der erfolgreichste Fahrer des Rennens. Dazwischen trug sich Rudi Altig im Jahr 1968 als erster deutscher Sieger in die Geschichtsbücher ein. Zudem war mit Michele Dancelli im Jahr 1970 erstmals seit 17 Jahren wieder ein italienischer Fahrer siegreich. Nach dem ersten Sieg des Belgiers Roger De Vlaeminck (1973) gewann auch der italienische Radstar Felice Gimondi im Jahr 1974.
Nach der Dominanz von Eddy Merckx wurde das Rennen vom Josefstag auf einen Samstag verlegt, womit eine fast 50-jährige Tradition endete. Im Jahr 1977 gewann der Niederländer Jan Raas, ehe Roger De Vlaeminck seinen zweiten und dritten Triumph in den Jahren 1978 und 1979 einfuhr. Ein Jahr später siegte der Italiener Pierino Gavazzi in einem Massensprint von 30 Fahrern, was die Organisation dazu veranlasste, die Strecke noch selektiver zu gestalten.

### 1982–1996 (Einführung der Cipressa)
Mit der Einführung des Anstiegs nach Cipressa (239 m) erhielt Mailand–Sanremo eine weitere entscheidende Steigung im Finale des Rennens. Die Cipressa, wie sie umgangssprachlich genannt wird, ist deutlich länger als der Poggio und weist eine durchschnittliche Steigung von rund 4 % auf. Bereits bei ihrer ersten Befahrung führte sie zu einer Vorentscheidung, als sich der Franzose Marc Gomez im Anstieg vom Hauptfeld absetzte, zu der Ausreißergruppe aufschloss und schlussendlich die 73. Austragung gewann. Mit Giuseppe Saronni (1983), Francesco Moser (1984) und Hennie Kuiper (1985) erreichten in den Folgejahren drei Fahrer das Ziel als Solisten. Im Jahr 1986 gewann der Ire Sean Kelly den Sprint aus einer drei Fahrer umfassenden Gruppe, ehe mit Erich Mächler erstmals ein Schweizer bei Mailand–Sanremo triumphierte. Mit der Saison 1988 endete die Ära der Super-Prestige-Pernod-Wertung, die durch den UCI-Straßenradsport-Weltcup ersetzt wurde. Dieser bestand aus deutlich weniger Wettbewerben, wobei Mailand–Sanremo ein Fixpunkt der höchsten Serie im Straßenradsport blieb. Nach zwei Siegen durch Laurent Fignon (1988, 1989) waren es erneut die Italiener, die die anschließenden Austragungen dominierten. Gianni Bugno (1990), Claudio Chiappucci (1991), Maurizio Fondriest (1993) und Giorgio Furlan (1994) sorgten für vier einheimische Siege in fünf Jahren, die nur durch den zweiten Sieg von Sean Kelly im Jahr 1992 unterbrochen wurden. Nachdem 1995 mit Laurent Jalabert ein weiterer Franzose siegreich gewesen war, löste sich im Jahr 1996 die bislang letzte erfolgreiche Ausreißergruppe auf der Cipressa. Im Sprint setzte sich der Italiener Gabriele Colombo durch.

### 1997–2016 (Klassiker der Sprinter)

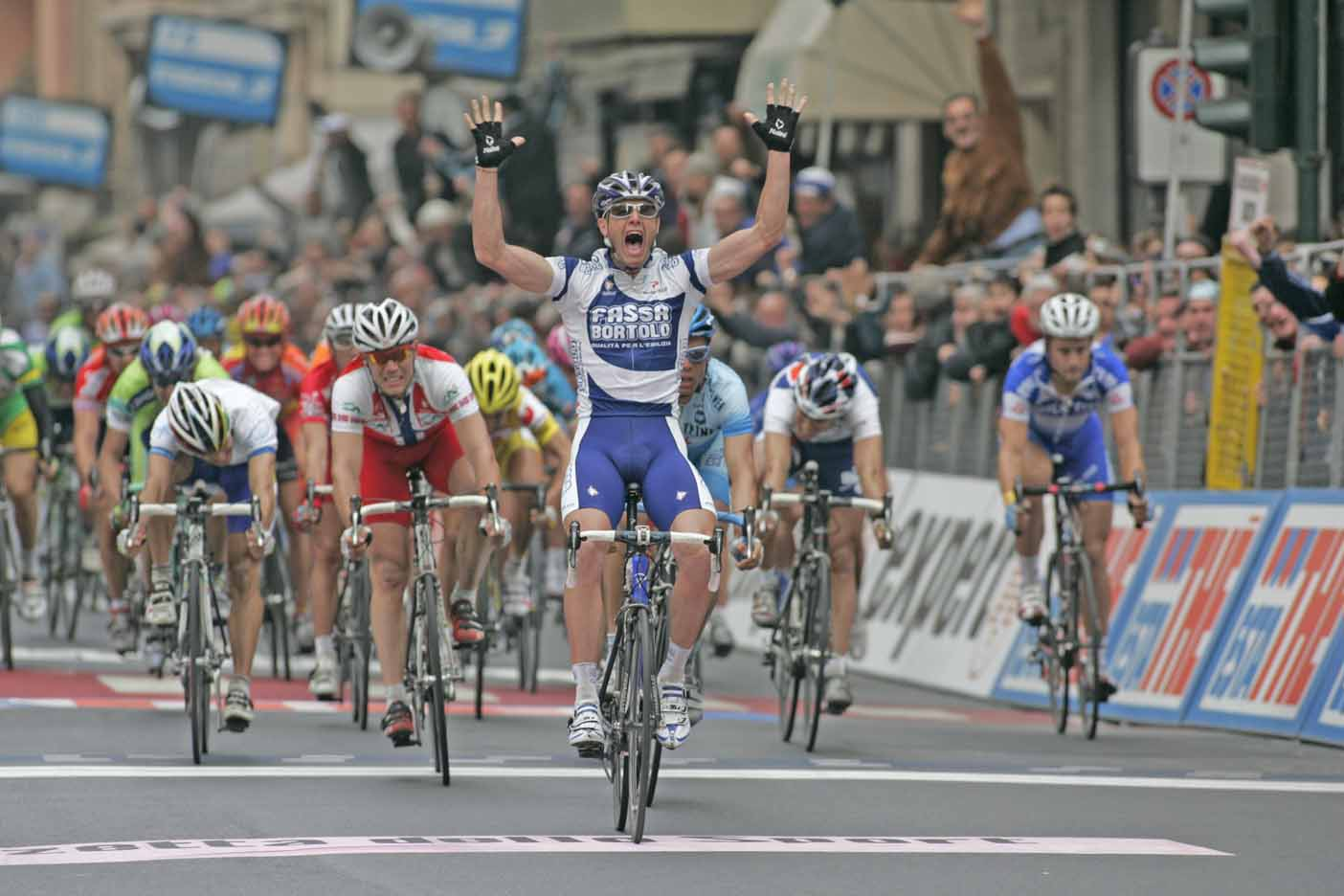
Alessandro Petacchi triumphiert im Sprint auf der Via Roma (2005)

Ab dem Jahr 1997 waren es meist große Gruppen, die die Zielgerade in Sanremo erreichten. In den Jahren 1997, 1998, 2000 und 2001 setzte sich der Deutsche Erik Zabel durch, wobei er sich 1999 nur dem Belgier Andrei Tchmil geschlagen geben musste, der sich auf dem letzten Kilometer vom Hauptfeld abgesetzt hatte und einen minimalen Vorsprung ins Ziel rettete. Nachdem sich Mario Cipollini im Jahr 2002 ebenfalls in einem Massensprint durchgesetzt und Paolo Bettini ein Jahr später aus einer Ausreißergruppe gewonnen hatte, die sich am Poggio abgesetzt hatte, glaubte sich Erik Zabel im Jahr 2004 erneut als sicherer Sieger und riss die Arme hoch, ehe sich Óscar Freire auf den letzten Metern an ihm vorbeischob. In den anschließenden Jahren gewann der Spanier auch die Austragungen der Jahre 2007 und 2010. Mit Alessandro Petacchi (2005) und Filippo Pozzato (2006) setzten sich zwei weitere Italiener durch, wobei letzterer Teil einer kleinen Gruppe war, die am Poggio angegriffen hatte.
Die Tatsache, dass Mailand–Sanremo zwischen 1997 und 2007 acht Mal in einem Massensprint entschieden wurde, veranlasste die Organisatoren, mit Le Mànie (318 m) einen weiteren Anstieg ins Programm aufzunehmen. Dieser wurde rund 90 Kilometer vor dem Ziel überquert und war länger und steiler als die Cipressa. Bei seiner ersten Befahrung im Jahr 2008 spielte der neue Anstieg jedoch eine untergeordnete Rolle, wenngleich der Schweizer Fabian Cancellara als Solist im Ziel ankam. Im Jahr 2009 war mit Mark Cavendish ein weiterer Sprinter erfolgreich. Der Brite setzte sich jedoch nur knapp vor Heinrich Haussler durch, der auf den letzten Metern angegriffen hatte. Cavendish reagierte als einziger Fahrer des Hauptfelds, schloss die Lücke zu Haussler und setzte sich im Fotofinish durch. Der UCI-Straßenradsport-Weltcup war unterdessen im Jahr 2005 in die UCI ProTour umgewandelt worden, deren Reglement jedoch zu Streitigkeiten zwischen der UCI und den Veranstaltern der Rennen führte. Mit dem Ende der Saison des Jahres 2007 stiegen die italienischen Rennen der RCS MediaGroup (darunter auch Mailand–Sanremo) geschlossen aus der Rennserie aus. Mit der UCI WorldTour wurde im Jahr 2011 eine neue Serie der wichtigsten Straßenrennen geschaffen, in der Mailand–Sanremo seither vertreten ist.
Mit Matthew Goss gewann im Jahr 2011 der erste Nicht-Europäer den italienischen Klassiker. Der Australier war Teil einer kleinen Ausreißergruppe, die sich am Poggio absetzen konnte. Im nachfolgenden Jahr triumphierte sein Landsmann Simon Gerrans in ähnlicher Manier. Im Jahr 2013 mussten der Passo del Turchino und Le Mànie aufgrund von Schneefall aus dem Programm genommen werden. Die Fahrer hatten bereits 112 Kilometer absolviert, als das Rennen neutralisiert wurde und die Fahrer in den Mannschaftsbussen zum neuen Startort an der Italienischen Riviera fuhren. Zum dritten Mal in Folge fiel die Vorentscheidung auf dem Poggio, wo sich sieben Fahrer auf der vom Regen nassen Straße absetzen konnten. Im Sprint setzte sich überraschend der Deutsche Gerald Ciolek durch, dessen Team MTN Qhubeka keinen UCI-WorldTeam-Status hatte und von den Organisatoren eingeladen worden war.
Im Jahr 2014 wurde der Anstieg von Le Mànie wieder aus dem Programm genommen, womit neben dem Passo del Turchino noch die Cipressa und der Poggio als größere Schwierigkeiten im Rennen verblieben. In den anschließenden Austragungen setzten sich mit Alexander Kristoff (2014), John Degenkolb (2015) und Arnaud Démare (2016) drei Sprinter aus einem großen Feld durch, wobei letzterer mit Vorwürfen konfrontiert wurde, dass er sich im Anstieg der Cipressa von seinem Teamfahrzeug hatte ziehen lassen. Seit dem Jahr 2015 geht Mailand–Sanremo wieder auf der Via Roma zu Ende, nachdem das Ziel im Jahr 2008 aufgrund von Bauarbeiten auf die Lungomare Italo Calvino hatte ausweichen müssen.

### 2017–heute

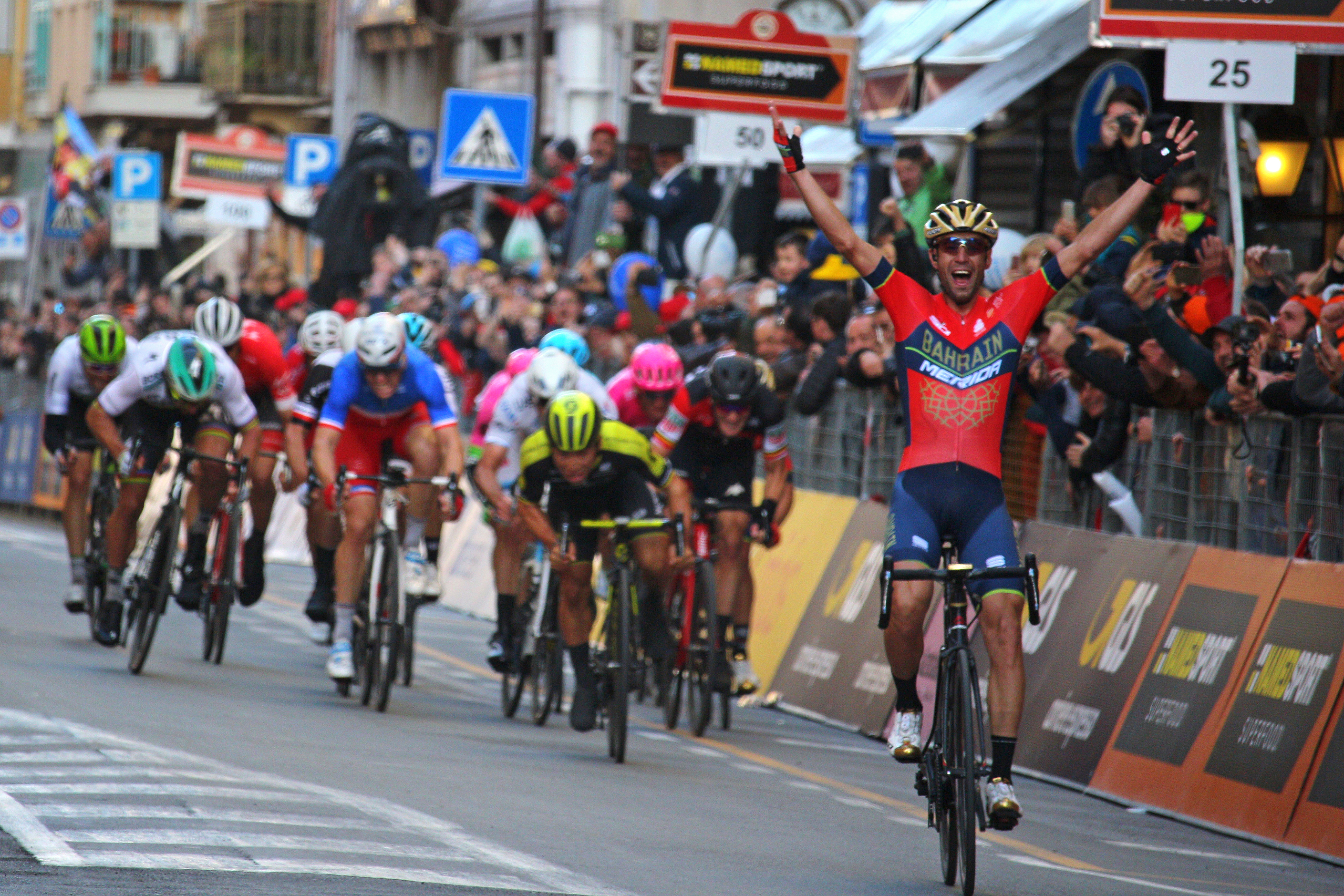
Mit Vincenzo Nibali gewinnt ein Rundfahrten-Spezialist im Jahr 2018

Die Ära der Sprinter endete im Jahr 2017, als der Poggio durch die Klassiker-Spezialisten wieder vermehrt ins Zentrum des Rennens rückte. Zunächst war es der Pole Michał Kwiatkowski, der sich knapp gegen Peter Sagan und Julian Alaphilippe durchsetzte, ehe 2018 der Rundfahrten-Spezialist Vincenzo Nibali als Solist in Sanremo ankam und für den bislang letzten italienischen Sieg sorgte. Zudem war er der erste Fahrer seit Francesco Moser, der mit dem Giro d’Italia, Mailand–Sanremo und der Lombardei-Rundfahrt die drei großen Rennen Italiens gewinnen konnte. Im Jahr 2019 setzte sich Julian Alaphilippe im Sprint aus einer kleinen Gruppe durch, ehe er sich Wout van Aert im nachfolgenden Jahr geschlagen geben musste. Die Austragung des Jahres 2020 wurde maßgeblich von der COVID-19-Pandemie beeinflusst, die dazu führte, dass der Klassiker erstmals im August abgehalten wurde. Zudem war eine Streckenänderung notwendig geworden, weil am Küstenabschnitt vor Imperia die meisten Bürgermeister während der Hauptferienzeit keine Corona-gemäße Absperrung errichten wollten. Alternativ führte die 111. Austragung über Niella Belbo (785 m) und den Colle di Nava (936 m) und war mit 305 Kilometern die längste der Geschichte.
Im Jahr 2021 war der Passo del Turchino aufgrund von Bauarbeiten durch den Colle del Giovo (516 m) ersetzt. Mit einer späten Attacke nach der Abfahrt des Poggio setzte sich der Belgier Jasper Stuyven ab und konnte das herannahende Fahrerfeld auf Distanz halten. Die Ausgabe des Jahres 2022 fand auf der traditionellen Strecke des Klassikers statt, wobei sich der Slowene Matej Mohorič in der Abfahrt des Poggio absetzte und als Solist im Ziel ankam. Im Jahr 2023 wurde das Rennen erstmals nicht in Mailand, sondern im 25 Kilometer entfernten Abbiategrasso gestartet. Der Sieger Mathieu van der Poel setzte sich im Anstieg des Poggio ab und kam als Solist auf der Via Roma an. Im Jahr darauf siegte mit seinem Teamkollegen Jasper Philipsen ein ausgewiesener Sprint-Spezialist.
Im Jahr 2025 fiel die Entscheidung zum ersten Mal seit dem Jahr 1996 im Anstieg der Cipressa, als der amtierende Weltmeister Tadej Pogačar rund 35 Kilometer vor dem Ziel antrat. Er überquerte die Kuppe gemeinsam mit Mathieu van der Poel und Filippo Ganna, wobei das Trio einen Vorsprung von rund 30 Sekunden auf die erste Verfolgergruppe aufwies. Da Tadej Pogačar sich im anschließenden Poggio nicht entscheidend absetzen konnte, setzte sich Mathieu van der Poel im Drei-Mann-Sprint durch und war somit der erste Fahrer seit Óscar Freire (2004, 2007, 2010), der Mailand–Sanremo mehrmals gewinnen konnte.

## Strecke

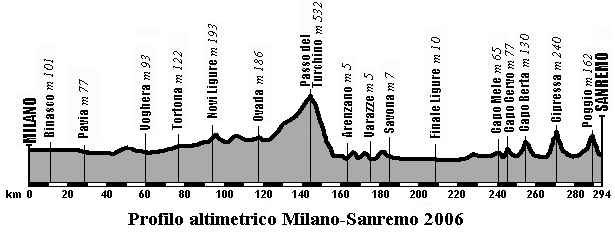
Höhenprofil 2006

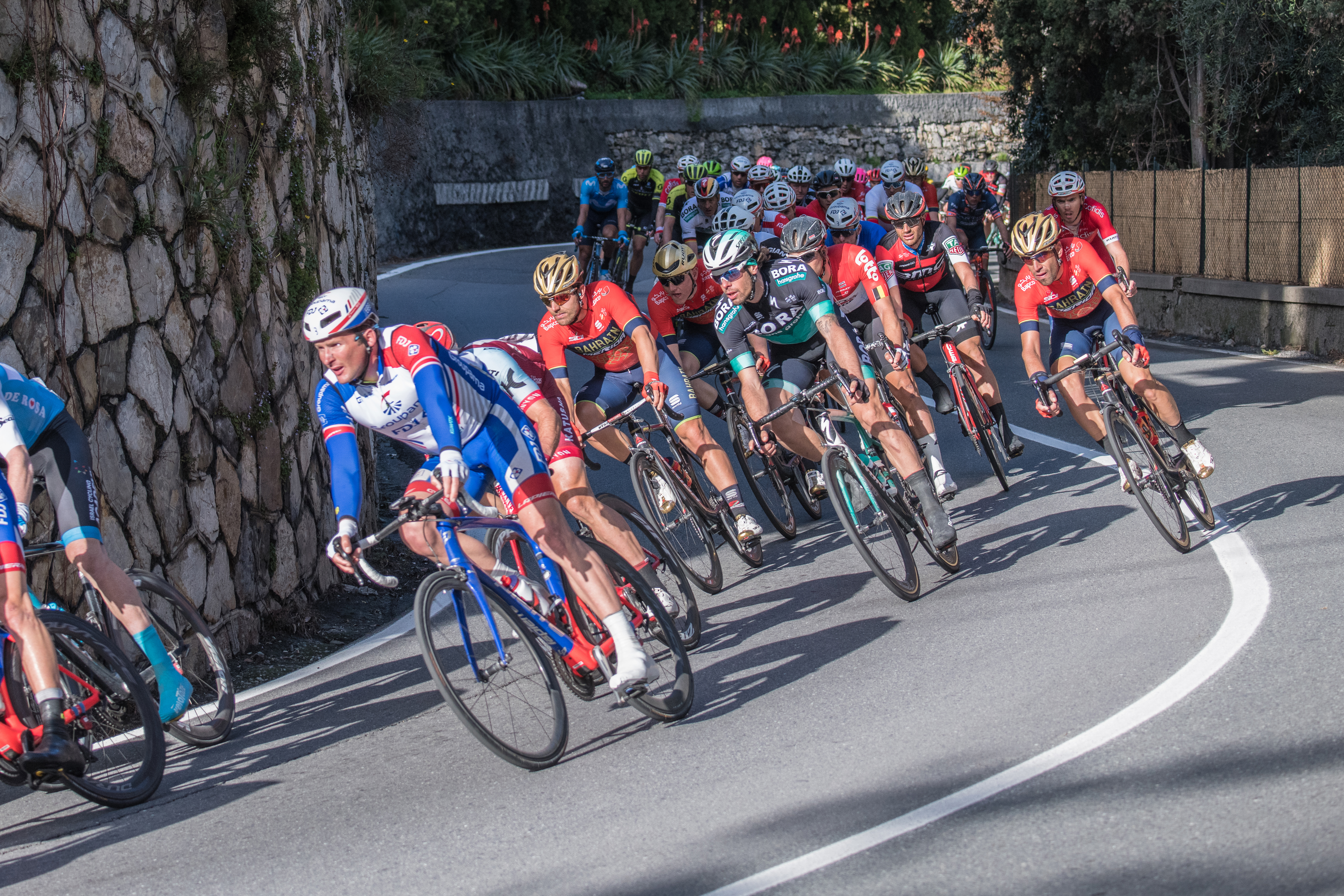
Hauptfeld in Diano Marina 2018

Die Streckenführung von Mailand nach Sanremo ändert sich von Jahr zu Jahr nur unwesentlich, wobei gegen Mitte des 20. Jahrhunderts kurze Anstieg im Finale des Rennens hinzugefügt wurden. Im Gegensatz etwa zu Paris–Roubaix, das 80 Kilometer nördlich von Paris in Compiègne beginnt, startete Mailand–Sanremo bis ins Jahr 2023 tatsächlich in Mailand. Danach führt die Strecke durch die Po-Ebene über Pavia, Tortona, Novi Ligure, Ovada auf den Passo del Turchino, der mit einer Höhe von 532 Metern den höchsten Punkt der Strecke markiert. Im Anschluss absolvieren die Fahrer eine längere Abfahrt, die sie in der Nähe von Genua zur Mittelmeerküste leitet. Spektakulär sind vor allem die folgenden Passagen, sie führen – großteils der historischen Via Aurelia folgend – direkt an der Italienischen Riviera entlang.
Rund 50 Kilometer vor dem Ziel erreichen die Fahrer die kurzen „Capi“-Anstiege (Capo Mele, Capo Cervo und Capo Berta), die zwischen Albenga und Imperia befahren werden. Diese führten in den letzten Jahren jedoch selten zu einer Selektion. Auf den letzten 30 Kilometern werden die Anstiege nach Cipressa (239 m) und Poggio (160 m) absolviert, die meist für eine Vorentscheidung sorgen. Im Radsport spricht man auch kurz von der Cipressa und dem Poggio. Die längere Cipressa weist auf 5,6 Kilometern Länge eine durchschnittliche Steigung von 4,1 % auf und ist somit länger und steiler als der Poggio. Sie wird rund 20 Kilometer vor dem Ziel überquert und eröffnet meist das Finale. Nach einem etwa 10 Kilometer langen Flachstück folgt mit dem Poggio der entscheidende Anstieg des Rennens. Trotz seiner geringen Steigungsprozente von nur 3,7 % im Schnitt findet hier meist eine Vorentscheidung statt. Die Kuppe des Poggio wird 5,5 Kilometer vor dem Ziel überquert, ehe eine technisch anspruchsvolle Abfahrt zurück auf die Via Aurelia führt.
Die letzten drei Kilometer führen über breite und flache Straßen. Hier muss sich das Fahrerfeld erst neu formieren, was immer wieder zu Angriffen einzelner Fahrer führt. Nach einer Links-rechts-Kombination führen die letzten 700 Meter geradeaus Richtung Ziel, das sich auf der Via Roma befindet. Die mit 305 Kilometern längste Distanz fuhren die Fahrer bisher 2020.

### Alternative Streckenführung
Im Jahr 2008 wurde mit Le Mànie ein weiterer Anstieg ins Programm von Mailand-Sanremo aufgenommen. Dieser war mit einer durchschnittlichen Steigung von 6,7 % und einer Länge von 4,7 Kilometer anspruchsvoller als die Cipressa und der Poggio, wurde jedoch bereits rund 90 Kilometer vor dem Ziel passiert. Im Jahr 2013 führte Mailand-Sanremo das letzte Mal über den Anstieg, ehe er aus dem Programm genommen wurde.
Im Jahr 2020 kam es aufgrund der COVID-19-Pandemie zu einer weitreichenden Streckenänderung. Anstelle des Passo del Turchino, der zuvor bei jeder Austragung überquert worden war, führte die Strecke nach Alessandria über Niella Belbo (785 m) und den Colle di Nava (936 m), ehe die Cipressa und der Poggio erreicht wurden. Mit einer Länge von 305 Kilometern war es die längste Austragung in der Geschichte des Rennens. Weitere Streckenänderungen fanden in den Jahren 1965 und 2021 aufgrund von Bauarbeiten statt. Damals führte die Strecke über den Colle del Melogno (310 m) bzw. Colle del Giovo (516 m).

## Palmarès
Die meisten Siege bei der „Classicissima“ hat der Belgier Eddy Merckx aufzuweisen. Er gewann in elf Jahren zwischen 1966 und 1976 insgesamt siebenmal. Hinter Costante Girardengo (sechs Siege) und neben Gino Bartali auf Platz 3 der ewigen Rangliste liegt Erik Zabel, der zwischen 1997 und 2001 viermal in Sanremo gewann.
| Jahr                       | Sieger               | Zweiter                | Dritter              |
| -------------------------- | -------------------- | ---------------------- | -------------------- |
| 1907                       | Lucien Petit-Breton  | Gustave Garrigou       | Giovanni Gerbi       |
| 1908                       | Cyrille Van Hauwaert | Luigi Ganna            | André Pottier        |
| 1909                       | Luigi Ganna          | Émile Georget          | Giovanni Cuniolo     |
| 1910                       | Eugène Christophe    | Giovanni Cocchi        | Giovanni Marchese    |
| 1911                       | Gustave Garrigou     | Louis Trousselier      | Luigi Ganna          |
| 1912                       | Henri Pélissier      | Gustave Garrigou       | Jules Masselis       |
| 1913                       | Odiel Defraeye       | Louis Mottiat          | Ezio Corlaita        |
| 1914                       | Ugo Agostoni         | Carlo Galetti          | Charles Crupelandt   |
| 1915                       | Ezio Corlaita        | Luigi Lucotti          | Angelo Gremo         |
| 1916 keine Austragung      |                      |                        |                      |
| 1917                       | Gaetano Belloni      | Costante Girardengo    | Angelo Gremo         |
| 1918                       | Costante Girardengo  | Gaetano Belloni        | Ugo Agostoni         |
| 1919                       | Angelo Gremo         | Costante Girardengo    | Giuseppe Olivieri    |
| 1920                       | Gaetano Belloni      | Henri Pélissier        | Costante Girardengo  |
| 1921                       | Costante Girardengo  | Giovanni Brunero       | Giuseppe Azzini      |
| 1922                       | Giovanni Brunero     | Costante Girardengo    | Bartolomeo Aimo      |
| 1923                       | Costante Girardengo  | Gaetano Belloni        | Giuseppe Azzini      |
| 1924                       | Pietro Linari        | Gaetano Belloni        | Costante Girardengo  |
| 1925                       | Costante Girardengo  | Giovanni Brunero       | Pietro Linari        |
| 1926                       | Costante Girardengo  | Nello Ciaccheri        | Egidio Picchiottino  |
| 1927                       | Pietro Chesi         | Alfredo Binda          | Domenico Piemontesi  |
| 1928                       | Costante Girardengo  | Alfredo Binda          | Giovanni Brunero     |
| 1929                       | Alfredo Binda        | Leonida Frascarelli    | Pio Caimmi           |
| 1930                       | Michele Mara         | Pio Caimmi             | Domenico Piemontesi  |
| 1931                       | Alfredo Binda        | Learco Guerra          | Domenico Piemontesi  |
| 1932                       | Alfredo Bovet        | Alfredo Binda          | Michele Mara         |
| 1933                       | Learco Guerra        | Alfredo Bovet          | Pietro Rimoldi       |
| 1934                       | Jef Demuysere        | Giovanni Cazzulani     | Francesco Camusso    |
| 1935                       | Giuseppe Olmo        | Learco Guerra          | Mario Cipriani       |
| 1936                       | Angelo Varetto       | Carlo Romanatti        | Olimpio Bizzi        |
| 1937                       | Cesare Del Cancia    | Pierino Favalli        | Marco Cimatti        |
| 1938                       | Giuseppe Olmo        | Pierino Favalli        | Alfredo Bovet        |
| 1939                       | Gino Bartali         | Aldo Bini              | Osvaldo Bailo        |
| 1940                       | Gino Bartali         | Pietro Rimoldi         | Aldo Bini            |
| 1941                       | Pierino Favalli      | Mario Ricci            | Pietro Chiappini     |
| 1942                       | Adolfo Leoni         | Antonio Bevilacqua     | Pierino Favalli      |
| 1943                       | Cino Cinelli         | Glauco Servadei        | Quirino Toccacelli   |
| 1944–1945 keine Austragung |                      |                        |                      |
| 1946                       | Fausto Coppi         | Lucien Teisseire       | Mario Ricci          |
| 1947                       | Gino Bartali         | Ezio Cecchi            | Sergio Maggini       |
| 1948                       | Fausto Coppi         | Vittorio Rossello      | Fermo Camellini      |
| 1949                       | Fausto Coppi         | Vito Ortelli           | Fiorenzo Magni       |
| 1950                       | Gino Bartali         | Nedo Logli             | Oreste Conte         |
| 1951                       | Louison Bobet        | Pierre Barbotin        | Loretto Petrucci     |
| 1952                       | Loretto Petrucci     | Giuseppe Minardi       | Serge Blusson        |
| 1953                       | Loretto Petrucci     | Giuseppe Minardi       | Valère Ollivier      |
| 1954                       | Rik Van Steenbergen  | Francis Anastasi       | Giuseppe Favero      |
| 1955                       | Germain Derycke      | Bernard Gauthier       | Jean Bobet           |
| 1956                       | Fred De Bruyne       | Fiorenzo Magni         | Jef Planckaert       |
| 1957                       | Miguel Poblet        | Fred De Bruyne         | Brian Robinson       |
| 1958                       | Rik Van Looy         | Miguel Poblet          | André Darrigade      |
| 1959                       | Miguel Poblet        | Rik Van Steenbergen    | Leon Vandaele        |
| 1960                       | René Privat          | Jean Graczyk           | Yvo Molenaers        |
| 1961                       | Raymond Poulidor     | Rik Van Looy           | Rino Benedetti       |
| 1962                       | Emile Daems          | Yvo Molenaers          | Louis Proost         |
| 1963                       | Joseph Groussard     | Rolf Wolfshohl         | Willy Schroeders     |
| 1964                       | Tom Simpson          | Raymond Poulidor       | Willy Bocklant       |
| 1965                       | Arie den Hartog      | Vittorio Adorni        | Franco Balmamion     |
| 1966                       | Eddy Merckx          | Adriano Durante        | Herman Van Springel  |
| 1967                       | Eddy Merckx          | Gianni Motta           | Franco Bitossi       |
| 1968                       | Rudi Altig           | Charly Grosskost       | Adriano Durante      |
| 1969                       | Eddy Merckx          | Roger De Vlaeminck     | Marino Basso         |
| 1970                       | Michele Dancelli     | Gerben Karstens        | Eric Leman           |
| 1971                       | Eddy Merckx          | Felice Gimondi         | Gösta Pettersson     |
| 1972                       | Eddy Merckx          | Gianni Motta           | Marino Basso         |
| 1973                       | Roger De Vlaeminck   | Wilmo Francioni        | Felice Gimondi       |
| 1974                       | Felice Gimondi       | Eric Leman             | Roger De Vlaeminck   |
| 1975                       | Eddy Merckx          | Francesco Moser        | Guy Sibille          |
| 1976                       | Eddy Merckx          | Wladimiro Panizza      | Michel Laurent       |
| 1977                       | Jan Raas             | Roger De Vlaeminck     | Wilfried Wesemael    |
| 1978                       | Roger De Vlaeminck   | Giuseppe Saronni       | Alessio Antonini     |
| 1979                       | Roger De Vlaeminck   | Giuseppe Saronni       | Knut Knudsen         |
| 1980                       | Pierino Gavazzi      | Giuseppe Saronni       | Jan Raas             |
| 1981                       | Alfons De Wolf       | Roger De Vlaeminck     | Jacques Bossis       |
| 1982                       | Marc Gomez           | Alain Bondue           | Moreno Argentin      |
| 1983                       | Giuseppe Saronni     | Guido Bontempi         | Jan Raas             |
| 1984                       | Francesco Moser      | Sean Kelly             | Eric Vanderaerden    |
| 1985                       | Hennie Kuiper        | Teun van Vliet         | Silvano Riccò        |
| 1986                       | Sean Kelly           | Greg LeMond            | Mario Beccia         |
| 1987                       | Erich Mächler        | Eric Vanderaerden      | Guido Bontempi       |
| 1988                       | Laurent Fignon       | Maurizio Fondriest     | Steven Rooks         |
| 1989                       | Laurent Fignon       | Frans Maassen          | Adriano Baffi        |
| 1990                       | Gianni Bugno         | Rolf Gölz              | Gilles Delion        |
| 1991                       | Claudio Chiappucci   | Rolf Sørensen          | Eric Vanderaerden    |
| 1992                       | Sean Kelly           | Moreno Argentin        | Johan Museeuw        |
| 1993                       | Maurizio Fondriest   | Luca Gelfi             | Maximilian Sciandri  |
| 1994                       | Giorgio Furlan       | Mario Cipollini        | Adriano Baffi        |
| 1995                       | Laurent Jalabert     | Maurizio Fondriest     | Stefano Zanini       |
| 1996                       | Gabriele Colombo     | Oleksandr Hontschenkow | Michele Coppolillo   |
| 1997                       | Erik Zabel           | Alberto Elli           | Biagio Conte         |
| 1998                       | Erik Zabel           | Emmanuel Magnien       | Frédéric Moncassin   |
| 1999                       | Andreï Tchmil        | Erik Zabel             | Zbigniew Spruch      |
| 2000                       | Erik Zabel           | Fabio Baldato          | Óscar Freire Gómez   |
| 2001                       | Erik Zabel           | Mario Cipollini        | Romāns Vainšteins    |
| 2002                       | Mario Cipollini      | Fred Rodriguez         | Markus Zberg         |
| 2003                       | Paolo Bettini        | Mirko Celestino        | Luca Paolini         |
| 2004                       | Óscar Freire Gómez   | Erik Zabel             | Stuart O’Grady       |
| 2005                       | Alessandro Petacchi  | Danilo Hondo           | Thor Hushovd         |
| 2006                       | Filippo Pozzato      | Alessandro Petacchi    | Luca Paolini         |
| 2007                       | Óscar Freire Gómez   | Allan Davis            | Tom Boonen           |
| 2008                       | Fabian Cancellara    | Filippo Pozzato        | Philippe Gilbert     |
| 2009                       | Mark Cavendish       | Heinrich Haussler      | Thor Hushovd         |
| 2010                       | Óscar Freire Gómez   | Tom Boonen             | Alessandro Petacchi  |
| 2011                       | Matthew Goss         | Fabian Cancellara      | Philippe Gilbert     |
| 2012                       | Simon Gerrans        | Fabian Cancellara      | Vincenzo Nibali      |
| 2013                       | Gerald Ciolek        | Peter Sagan            | Fabian Cancellara    |
| 2014                       | Alexander Kristoff   | Fabian Cancellara      | Ben Swift            |
| 2015                       | John Degenkolb       | Alexander Kristoff     | Michael Matthews     |
| 2016                       | Arnaud Démare        | Ben Swift              | Jürgen Roelandts     |
| 2017                       | Michał Kwiatkowski   | Peter Sagan            | Julian Alaphilippe   |
| 2018                       | Vincenzo Nibali      | Caleb Ewan             | Arnaud Démare        |
| 2019                       | Julian Alaphilippe   | Oliver Naesen          | Michał Kwiatkowski   |
| 2020                       | Wout van Aert        | Julian Alaphilippe     | Michael Matthews     |
| 2021                       | Jasper Stuyven       | Caleb Ewan             | Wout van Aert        |
| 2022                       | Matej Mohorič        | Anthony Turgis         | Mathieu van der Poel |
| 2023                       | Mathieu van der Poel | Filippo Ganna          | Wout van Aert        |
| 2024                       | Jasper Philipsen     | Michael Matthews       | Tadej Pogačar        |
| 2025                       | Mathieu van der Poel | Filippo Ganna          | Tadej Pogačar        |

### Mehrfachsieger
| #  | Name                 | Siege | Zweiter | Dritter | Siegjahre                                |
| -- | -------------------- | ----- | ------- | ------- | ---------------------------------------- |
| 1  | Eddy Merckx          | 7     | 0       | 0       | 1966, 1967, 1969, 1971, 1972, 1975, 1976 |
| 2  | Costante Girardengo  | 6     | 3       | 2       | 1918, 1921, 1923, 1925, 1926, 1928       |
| 3  | Erik Zabel           | 4     | 2       | 0       | 1997, 1998, 2000, 2001                   |
| 4  | Gino Bartali         | 4     | 0       | 0       | 1939, 1940, 1947, 1950                   |
| 5  | Roger De Vlaeminck   | 3     | 3       | 1       | 1973, 1978, 1979                         |
| 6  | Óscar Freire Gómez   | 3     | 0       | 1       | 2004, 2007, 2010                         |
| 7  | Fausto Coppi         | 3     | 0       | 0       | 1946, 1948, 1949                         |
| 8  | Alfredo Binda        | 2     | 3       | 0       | 1929, 1931                               |
| 8  | Gaetano Belloni      | 2     | 3       | 0       | 1917, 1920                               |
| 10 | Sean Kelly           | 2     | 1       | 0       | 1986, 1992                               |
| 10 | Miguel Poblet        | 2     | 1       | 0       | 1957, 1959                               |
| 12 | Mathieu van der Poel | 2     | 0       | 1       | 2023, 2025                               |
| 12 | Loretto Petrucci     | 2     | 0       | 1       | 1952, 1953                               |
| 14 | Laurent Fignon       | 2     | 0       | 0       | 1988, 1989                               |
| 14 | Giuseppe Olmo        | 2     | 0       | 0       | 1935, 1938                               |

Stand: 22. März 2025